# Tatarska Góra
Tatarska Góra, także Góra Tatarska (307,8 m n.p.m.; niem.  Friedrichauer Berg) – wzniesienie znajdujące się w gminie Gołdap w powiecie gołdapskim (województwo warmińsko-mazurskie). Stanowi trzeci pod względem wysokości szczyt województwa po Dylewskiej Górze (312 m n.p.m.) i Górze Szeskiej (309 m n.p.m.).

## Położenie i historia
Tatarska Góra leży pomiędzy wsiami Wrotkowo a Pietraszki. Swoją nazwę wzięła od dawnej wsi Tatary położonej w pobliżu (obecnie będącej przysiółkiem Wrotkowa). Według miejscowych podań w 1656/1657 roku w tej okolicy miejscowi mężczyźni zostali wzięci w jasyr, z którego wyzwoliły ich własne żony, korzystające z pijaństwa Tatarów. W okolicy znajdują się pomniejsze wzgórza i zbiorniki wodne, u jej stóp zlokalizowano zaś hodowlę dzikich zwierząt o powierzchni ok. 300 hektarów.

## Charakterystyka i ochrona

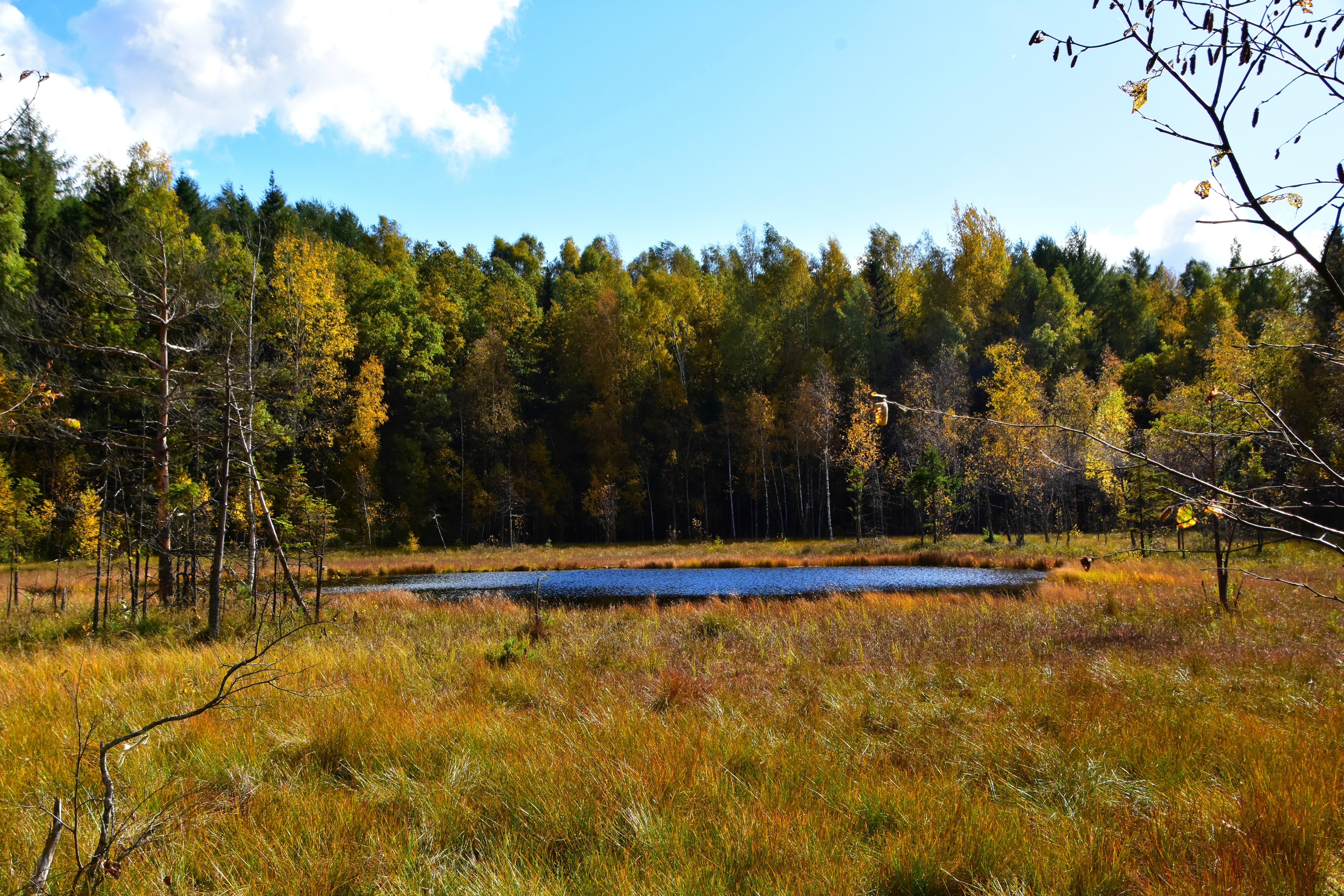
Staw na szczycie Tatarskiej Góry.

Tatarska Góra to wzgórze polodowcowe w mezoregionie Wzgórz Szeskich o dwóch wierzchołkach, położone w dłuższym wypiętrzeniu. W środkowej części w wytopisku pomiędzy szczytami, na wysokości ok. 293 m n.p.m., znajduje się jezioro wytopiskowe (najwyżej położony zbiornik wodny w województwie). Znajdują się tu torfowiska przejściowe z torfowiskami wysokimi, otaczane przez wilgotne bory i lasy bagienne. Spośród chronionych w dyrektywie siedliskowej zwierząt występują tu: bóbr europejski, wydra, traszka grzebieniasta, kumak nizinny. Z gadów i płazów chronionych w Polsce występują m.in. jaszczurka żyworodna, padalec, żmija, ropucha szara, rzekotka drzewna, żaba moczarowa, trawna i wodna, a także rzadkie gatunki roślinności bagiennej.
Od 1999 wzgórze wraz z przylegającymi terenami znajduje się w zespole przyrodniczo-krajobrazowym Tatarska Góra. Od 2012 jezioro ochrania rezerwat przyrody Torfowisko na Tatarskiej Górze. Obszar ma się znaleźć w granicach projektowanego specjalnego obszaru ochrony siedlisk PLH2800 w ramach programu Natura 2000.